# Interrupteur à haute tension
Selon la CEI, un interrupteur à haute tension est un appareil électromécanique de connexion capable d’établir, de supporter et d’interrompre des courants de tension supérieure ou égale à 1000 volts. Ceci avec les conditions normales du circuit concerné y compris éventuellement les conditions spécifiées de surcharge en service, il peut aussi supporter pendant une durée spécifiée des courants dans les conditions anormales spécifiées du circuit telles que celles du court-circuit.

## Caractéristiques
Un interrupteur haute tension peut être capable d’établir un courant de court-circuit, mais n’est pas capable de le couper. Sa conception doit être telle qu'il n'y a pas de risque de collage des contacts lors de l'établissement d'un courant de court-circuit.
Dans le cas de l'ouverture des contacts (coupure de courant), si les tensions sont très élevées (>100kV), un gaz inerte est soufflé entre les contacts pour éteindre rapidement l'arc électrique qui se trouve entre elles.

## Interrupteur-sectionneur
Un interrupteur-sectionneur est un interrupteur qui, dans sa position ouverte, satisfait aux conditions d'isolement spécifiées pour un sectionneur.

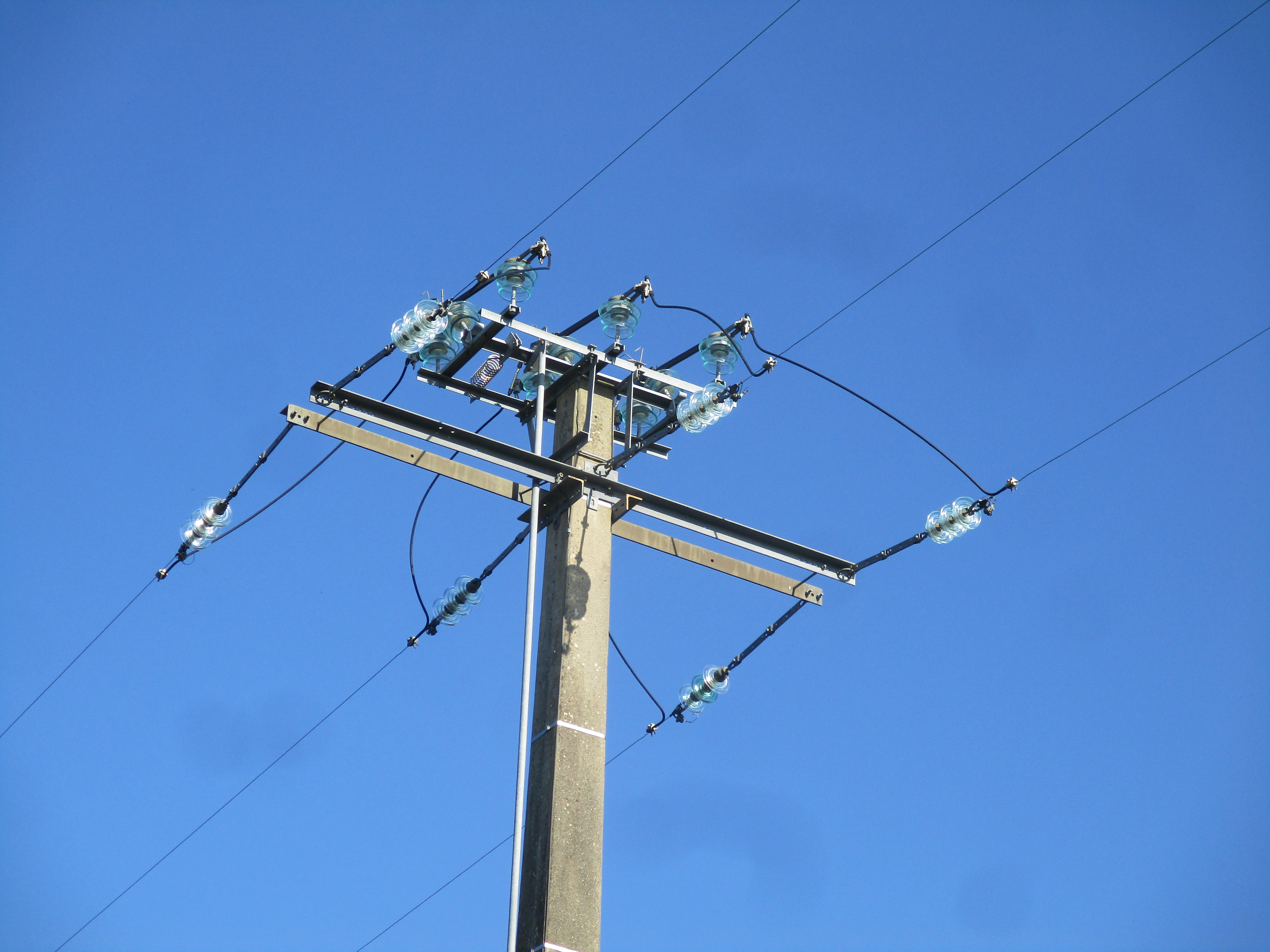
Interrupteur aérien à commande manuelle modèle IA1CM 50 A.

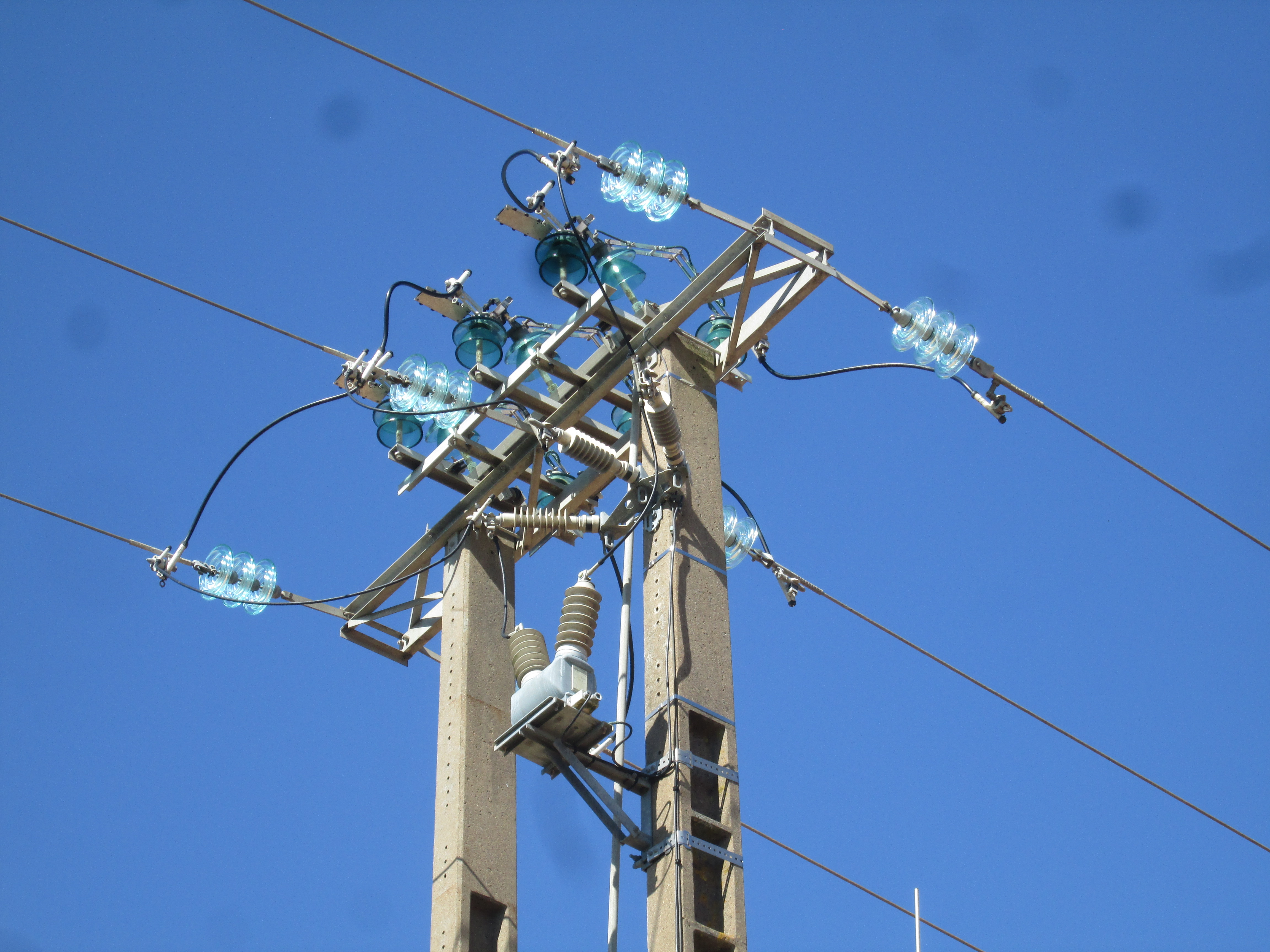
Interrupteur aérien télécommandé modèle IA1T, avec son transformateur de tension et son antenne.

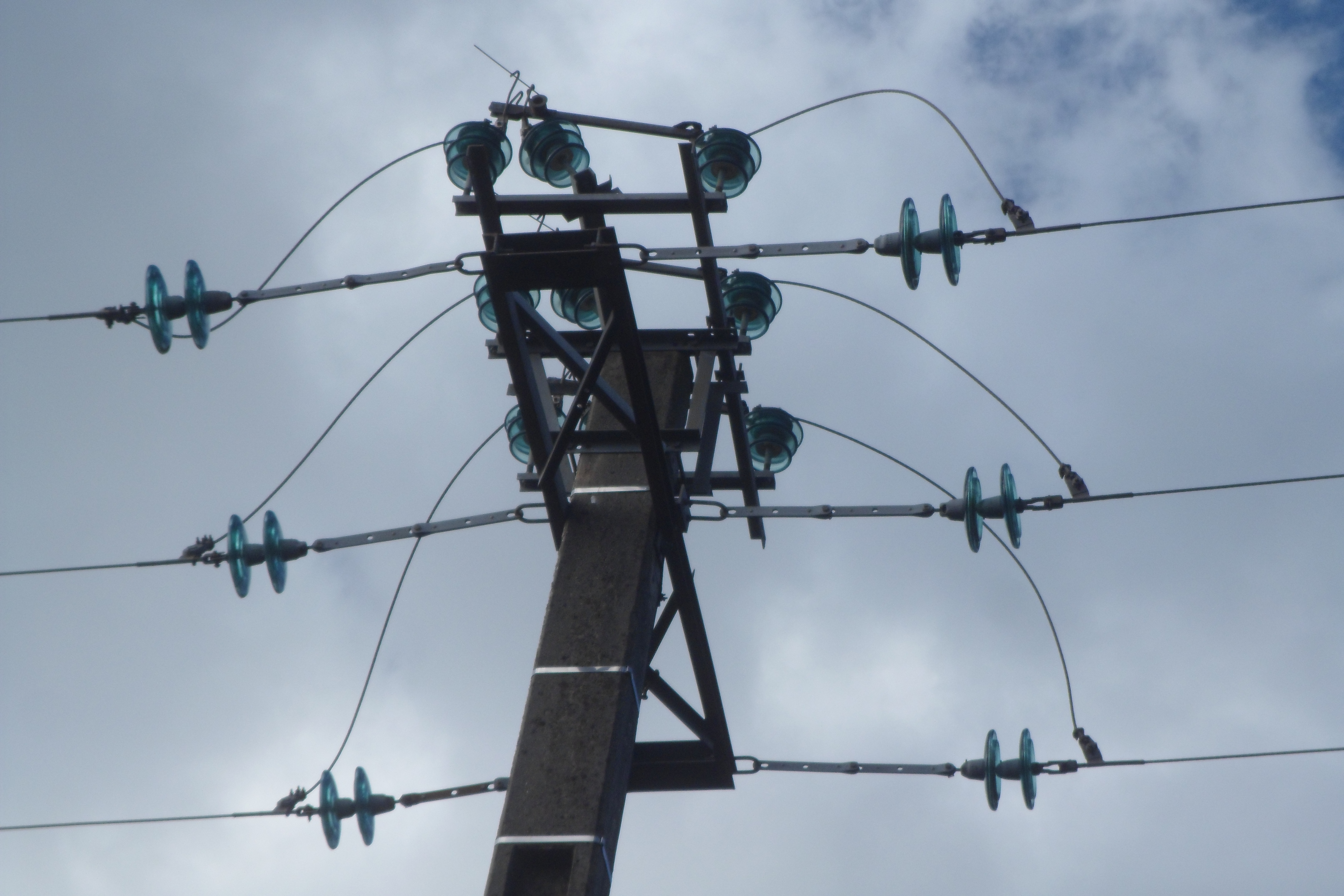
IA1CM 31,5 A

Sur les réseaux HTA (anciennement nommés moyenne tension), il y a des interrupteurs aériens à commande manuelle (IACM) et des télécommandés (IAT). Il a existé historiquement plusieurs modèles de ces appareillages, mais ceux trouvés les plus souvent actuellement sont les IACM 31,5 A, IACM 50 A, IACM 100 A et IAT 100 A.  Ces derniers sont des interrupteur à coupure dans l'air, c'est-à-dire que les mécanismes de coupure sont des pièces nues sous tension et montées sur isolateurs en verre. 
Il existe d'autres interrupteurs aériens, avec leurs pièces de coupures enfermées dans un caisson rempli de gaz SF6 (Hexafluorure de Soufre), comme les M2S et les "Auguste". 

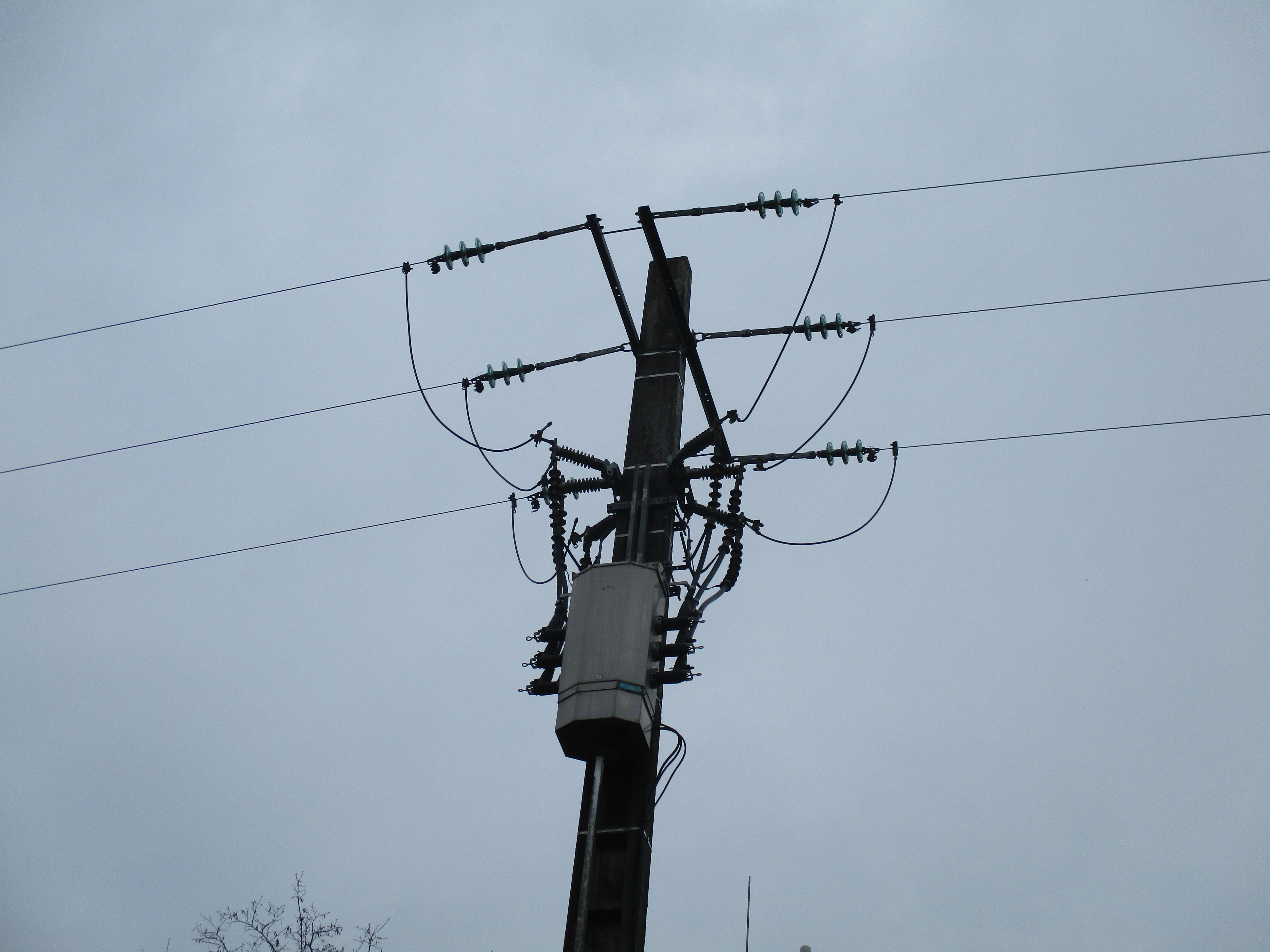
Interrupteur "Auguste".

## Normes applicables
- CEI 60265-1 et CEI 60265-2